# 조윤정 (양궁 선수)
조윤정(趙允頂, 1969년 9월 29일 ~ )은 대한민국의 전 양궁 선수이다.
1992년 국가대표로 발탁되어 바르셀로나 올림픽에서 김수녕을 꺾고 개인전에서 금메달을 획득하였고, 단체전에서도 금메달을 획득하여 2관왕이 되었다.
현재는 여러 중학교와 안양천 양학정에서 양궁 인재를 발굴하고 교육하는데 힘쓰고 있다.
아들은 LG 트윈스의 포수 전경원이다.